# UE Llagostera
Unió Esportiva Llagostera is een Spaanse voetbalclub uit Llagostera in Catalonië.
De club werd in 1947 opgericht en speelde tot 2007 meestal in de lagere amateurreeksen (niveau 8 en 9). Vanaf het seizoen 2007/08 sloeg de club de weg naar boven in. In 2009 promoveerde UE Llagostera naar de Tercera División en twee jaar later naar de Segunda División B. In 2014 promoveerde de club naar de Segunda División A waarmee Llagostera de kleinste plaats was die ooit een club in een van de twee hoogste Spaanse divisies had spelen. Het eigen Estadi Municipal de Llagostera (1500 plaatsen) voldeed niet aan de eisen van de bond waardoor in Palamós gespeeld wordt.
Tijdens het overgangsjaar 2020-2021 van de Segunda División B zou de ploeg een plaatsje kunnen afdwingen in de nieuw opgerichte Primera División RFEF.  Tijdens het seizoen 2021-2022 kon met een negentiende plaats in de eindrangschikking het behoud niet afgedwongen worden.  Zo speelt de ploeg vanaf seizoen 2022-2023 op het vierde niveau van het Spaans voetbal, de Segunda División RFEF.
Op 19 juli 2022 werd Costa Brava werd door CF Badalona overgenomen en opgeslorpt. Aangezien Badalona op het einde van het seizoen 2021-2022 naar de Tercera Federación gedegradeerd was, veranderde Costa Brava haar naam in Club de Fútbol Badalona Futur, met de originele ploeg van CF Badalona optredend als filiaal.

## Historische namen
- 1947–72: Unión Deportiva Llagostera
- 1972–81: Club de Fútbol Llagostera
- 1981–2004: Unión Deportiva Llagostera
- 2004–2021: Unió Esportiva Llagostera
- 2021-2022: UE Costa Brava
- 2022- : CF Badalona Futur

## Eindklasseringen
- 2009 3e
1e regionaal
- 2010 8e
Tercera División
- 2011 1e
Tercera División
- 2012 5e
Segunda División B
- 2013 10e
Segunda División B
- 2014 1e
Segunda División B
- 2015 9e
Segunda División
- 2016 20e
Segunda División
- 2017 14e
Segunda División B
- 2018 16e
Segunda División B
- 2019 1e
Tercera División
- 2020 13e
Segunda División B
- 2021 4e
Segunda División B
- 2022 19e
Primera Federación
- 2023 8e
Segunda Federación
- 2024 3e
Segunda Federación
- 2025 18e
Segunda Federación

- Segunda División
- Primera Federación
- Segunda División B
- Segunda Federación
- Tercera Federación
- 1e regionaal